# Cacimba de Areia
Cacimba de Areia é um município brasileiro do estado da Paraíba, localizado na Região Geográfica Imediata de Patos e integrante da Região Metropolitana de Patos. De acordo com o IBGE (Instituto Brasileiro de Geografia e Estatística), no ano de 2017 sua população era estimada em 3.749 habitantes. Área territorial de 233 km².
O município comemora seu aniversário de emancipação política no dia 30 de dezembro e faz limites com Cacimbas, Patos, Passagem, Quixaba, São José do Bonfim e Teixeira. Parte do município está incluída na área do Parque Nacional da Serra do Teixeira, um parque nacional e unidade de conservação brasileira de proteção integral à natureza, que além de Cacimba de Areia, estende-se por outros 11 municípios alcançando uma área total de 61 095 hectares.

## História
O topônimo deve-se à cacimba, escavada no centro de Malhada da Areia, que abastecia toda a região e onde originou o povoado. O pioneiro local foi o fazendeiro Antônio Félix Mendonça. A primeira missa foi celebrada por volta dos anos 20 do século XX pelo padre Joaquim Machado. A criação da feira intensificou o povoamento do local.
Os registros do distrito de Cacimba de Areia datam de 1937, que figura no município de Patos. A emancipação política deu-se com a criação do município pela lei estadual nº 2689, de 26 de dezembro de 1961, desmembrado de Patos, instalado em 30 de dezembro de 1961. Era constituído pelo distrito sede e o distrito de Quixaba, criado pela mesma lei. A lei estadual nº 3170, de 6 de maio de 1964, elevou Quixaba à categoria de município, perdendo Cacimba de Areia esta parcela do território.

## Geografia
O município está incluído na área geográfica de abrangência do semiárido brasileiro, definida pelo Ministério da Integração Nacional em 2005. Esta delimitação tem como critérios o índice pluviométrico, o índice de aridez e o risco de seca.
Segundo a classificação de Koeppen, o clima é quente e úmido com chuvas de verão e outono (Aw'). Já segundo a divisão do estado em regiões bioclimáticas, a base física do município possui clima tropical quente de seca acentuada com 7 a 8 meses secos (4aTh). A pluviometria média medida entre 1962 e 1985 foi de 711 mm, com distribuição irregular. A temperatura média anual oscila no entorno de 24oC.
A vegetação nativa é composta pela caatinga sertão.
O município localiza-se na unidade geoambiental da Depressão Sertaneja. O relevo é suavemente ondulado a ondulado, com altitudes entre 270 e 300 metros. O sul do município participa da unidade dos Maciços e Serras Baixas, onde os declives são mais acentuados, e as altitudes variam de 300 metros a 981 metros.
Cacimba de Areia encontra-se  nos domínios da bacia hidrográfica do Rio Piranhas, sub-bacia do Rio Espinharas. Seus principais cursos d’água são o Rio da Farinha e os riachos Belo Monte, da Cachoeira, da Roça, da Areia, Carnaubinha, Serra Feia, do Costa, Barro Verde e dos Poços, todos de regime intermitente.

## Economia
A base econômica do município consiste nos setores da agricultura, pecuária e comércio. A
agropecuária compõe 50 a 75%. Os principais produtos agrícolas são o algodão, o milho, o feijão e, de forma mais modesta, o arroz. Na pecuária, prevalece a criação de gado bovino, além da avicultura de galináceos. O setor terciário participa da economia local com 5 a 25%. O setor secundário tem participação de cerca de 10%.

## Infraestrutura
Dados de 2005 indicam que o município dispunha de dois ambulatórios e quatro escolas de ensino fundamental. Dos 1.596 domicílios particulares permanentes, apenas 24,87% têm acesso à rede de abastecimento de água e 0,18% apresentam esgotamento sanitário. A cidade apresenta 60% das vias pavimentadas e 70% iluminadas. No município, 14 empresas possuíam CNPJ atuantes naquela data.